# Niccolò Circignani

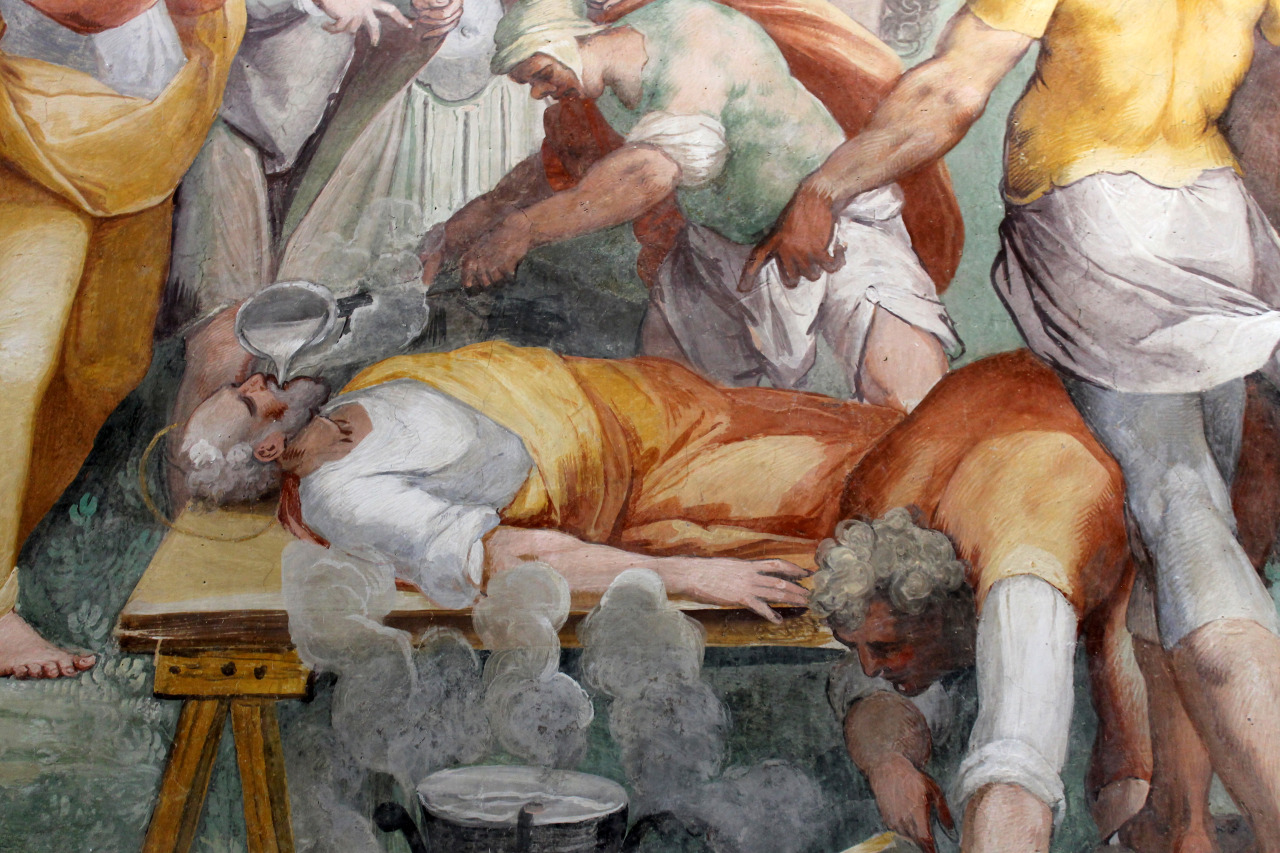
"Martírio dos Santos Primo e Feliciano", de Circignani, em Santo Stefano Rotondo.

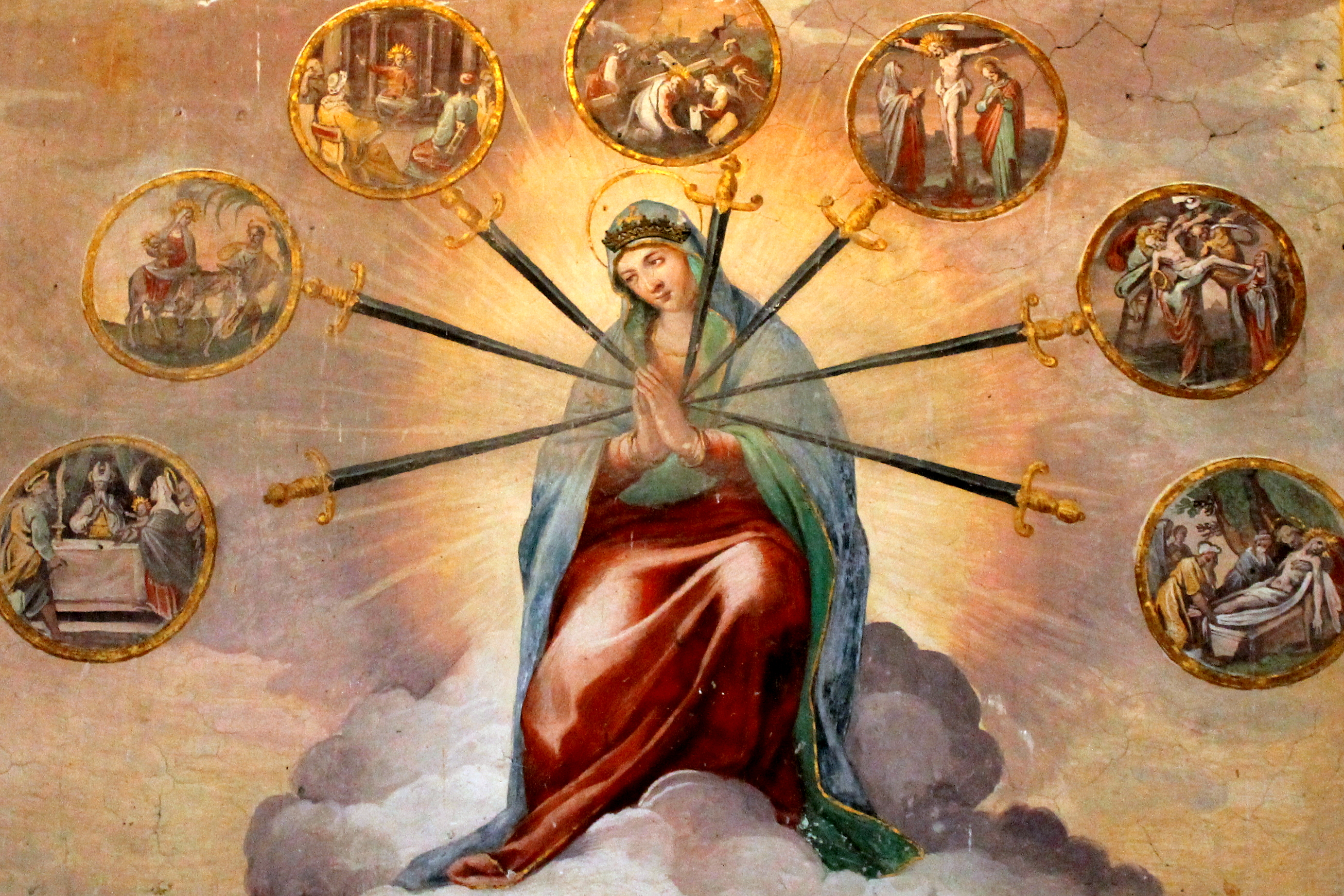
As "Sete dores da Virgem", em Santo Stefano Rotondo

Niccolò Circignani (c. 1517/1524–depois de 1596), chamado de Il Pomarancio, foi um pintor italiano do período renascimento tardio ou maneirista.

## Biografia
Nascido em Pomarance, é dos três pintores italianos chamados de Pomarancio. Suas primeiras obras, atestadas na década de 1560, afrescos com histórias do Antigo Testamento pintadas para a Cortile del Belvedere, no Vaticano, provavelmente com apoio de Santi di Tito e Giovanni de' Vecchi. Na época, ele completou ainda peças-de-altar para Orvieto (1570), Umbertide (1572), Città di Castello (1573–1577) e Città della Pieve.
Niccolò trabalhou com Hendrick van den Broeck, provavelmente um membro de uma família flamenga de pintores que incluía Crispin van den Broeck da Catedral de Orvieto. Ele pintou afrescos (1568) na igreja de Maestà delle Volte, em Perugia, uma Ressurreição (1569, em Panicale) e uma Anunciação (1577, atualmente na pinacoteca Città di Castello). Ele pintou também afrescos sobre temas mitológicos a partir de 1574, incluindo o "Julgamento de Páris", "Histórias da Eneida" e outras, em colaboração com Giovanni Antonio Pandolfi no Palazzo della Corgna em Castiglione del Lago.
A partir de 1579, ele retornou para Roma para trabalhar com Matthijs Bril e decorou a Sala della Meridiana na Torre dei Venti (terminada antes do final de 1580) além das Loggia (1580–3) no Vaticano. Logo depois, Nicollò tornou-se um dos artistas favoritos dos jesuítas. Ajudado por Matteo da Siena, começou a pintar cenas de martírios jesuítas, inclusive os afrescos de mártires para Santo Stefano Rotondo, executados com a ajuda de Antonio Tempesta. São mais de trinta cenas bastante gráficas sobre as horríveis mortes dos santos, retratando em detalhes cada método como se fosse uma propaganda de uma câmara de tortura.
Visitantes, como Charles Dickens, ficaram horrorizados com o espetáculo, chamando-o de "abóbada úmida e embolorada de uma antiga igreja nos subúrbios de Roma,... por conta das horríveis pinturas que recobrem suas paredes. Elas representam martírios de santos e dos primeiros cristãos; e um panorama de horror e selvageria assim homem nenhum conseguiria imaginar em seu sono mesmo tendo comigo um porco cru inteiro no jantar. Homens de barba cinzenta sendo cozidos, fritos, grelhados, frisados, queimados, comidos por bestas selvagens, perseguidos por cães, enterrados vivos, pisoteados por cavalos, despedaçados com machados, mulheres com os seios arrancados por pinças de ferro, línguas arrancadas, orelhas retorcidas até se partirem, mandíbulas quebradas, corpos esticados numa mesa ou esfolados numa estaca ou quebrados e estalados e derretidos no fogo. E estes são os temas mais leves."
A última pintura documentada de Circignani, em Cascia, é de 1596. Seu filho, Antonio Circignani, seguiu a mesma carreira que o pai e também é chamado de Pomarancio.